# Wereldkampioenschappen baanwielrennen 1921

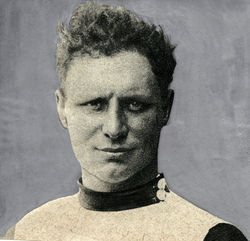
Piet Moeskops

De wereldkampioenschappen baanwielrennen 1921 werden gehouden op de wielerbaan van Ordrup bij Kopenhagen van 30 juli tot 8 augustus. Duitse en Oostenrijkse renners mochten niet meedoen, omdat hun wielerbonden na de Eerste Wereldoorlog uit de UCI waren gezet. In 1923 zouden ze opnieuw kunnen deelnemen.
Piet Moeskops behaalde zijn eerste wereldtitel bij de profsprinters. In de finale versloeg hij de Australische titelverdediger Robert Spears. De Belg Victor Linart behaalde zijn eerste van vier wereldtitels bij de stayers. Er was geen wereldkampioenschap stayeren voor amateurs, wel werd er voor het eerst een wereldkampioenschap op de weg voor amateurs georganiseerd.

## Uitslagen

### Beroepsrenners
| Wedstrijd      | Winnaar       | 2e            | 3e             |
| -------------- | ------------- | ------------- | -------------- |
| Sprint         | Piet Moeskops | Robert Spears | Pierre Sergent |
| 100 km stayers | Victor Linart | Paul Suter    | Paul Guignard  |

### Amateurs
| Wedstrijd | Winnaar              | 2e            | 3e                  |
| --------- | -------------------- | ------------- | ------------------- |
| Sprint    | Henry Brask Andersen | Erik Kjeldsen | Johan Norman Hansen |

Edities

1893 ·
1894 ·
1895 ·
1896 ·
1897 ·
1898 ·
1899 ·
1900 ·
1901 ·
1902 ·
1903 ·
1904 ·
1905 ·
1906 ·
1907 ·
1908 ·
1909 ·
1910 ·
1911 ·
1912 ·
1913 ·
1914 ·
1915 · 1916 · 1917 · 1918 · 1919 ·
1920 ·
1921 ·
1922 ·
1923 ·
1924 ·
1925 ·
1926 ·
1927 ·
1928 ·
1929 ·
1930 ·
1931 ·
1932 ·
1933 ·
1934 ·
1935 ·
1936 ·
1937 ·
1938 ·
1939 ·
1940 · 1941 · 1942 · 1943 · 1944 · 1945 ·
1946 ·
1947 ·
1948 ·
1949 ·
1950 ·
1951 ·
1952 ·
1953 ·
1954 ·
1955 ·
1956 ·
1957 ·
1958 ·
1959 ·
1960 ·
1961 ·
1962 ·
1963 ·
1964 ·
1965 ·
1966 ·
1967 ·
1968 ·
1969 ·
1970 ·
1971 ·
1972 ·
1973 ·
1974 ·
1975 ·
1976 ·
1977 ·
1978 ·
1979 ·
1980 ·
1981 ·
1982 ·
1983 ·
1984 ·
1985 ·
1986 ·
1987 ·
1988 ·
1989 ·
1990 ·
1991 ·
1992 ·
1993 ·
1994 ·
1995 ·
1996 ·
1997 ·
1998 ·
1999 ·
2000 ·
2001 ·
2002 ·
2003 ·
2004 ·
2005 ·
2006 ·
2007 ·
2008 ·
2009 ·
2010 ·
2011 ·
2012 · 
2013 · 
2014 · 
2015 · 
2016 · 
2017 · 
2018 · 
2019 · 
2020 · 
2021 · 
2022 · 
2023 ·
2024 ·
2025 ·

Onderdelen

Achtervolging (individueel) · 
afvalkoers · 
keirin · 
koppelkoers · 
omnium · 
ploegenachtervolging · 
puntenkoers · 
scratch · 
sprint · 
teamsprint ·  
tijdrijden

Voormalig:
stayeren ·
tandem